# آدم باين
آدم باين (بالإنجليزية: Adam Paine)‏ هو جندي أمريكي، ولد في 1843 في فلوريدا في الولايات المتحدة، وتوفي في 1877 في تكساس في الولايات المتحدة.